# Кровопускание

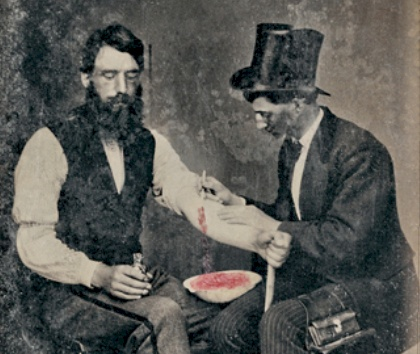
Кровопускание (1860 год)

Кровопуска́ние (гемоэксфузия, терапевти́ческая флеботоми́я) — извлечение из организма некоторого количества крови с лечебной целью. В современной доказательной медицине показания к кровопусканию очень ограничены. В подавляющем большинстве случаев историческое использование кровопускания было вредно для пациентов.
Осуществляется при помощи прокола (венепункция), разреза вены (венесекция) или посредством наложения пиявок (при гирудотерапии).

## История

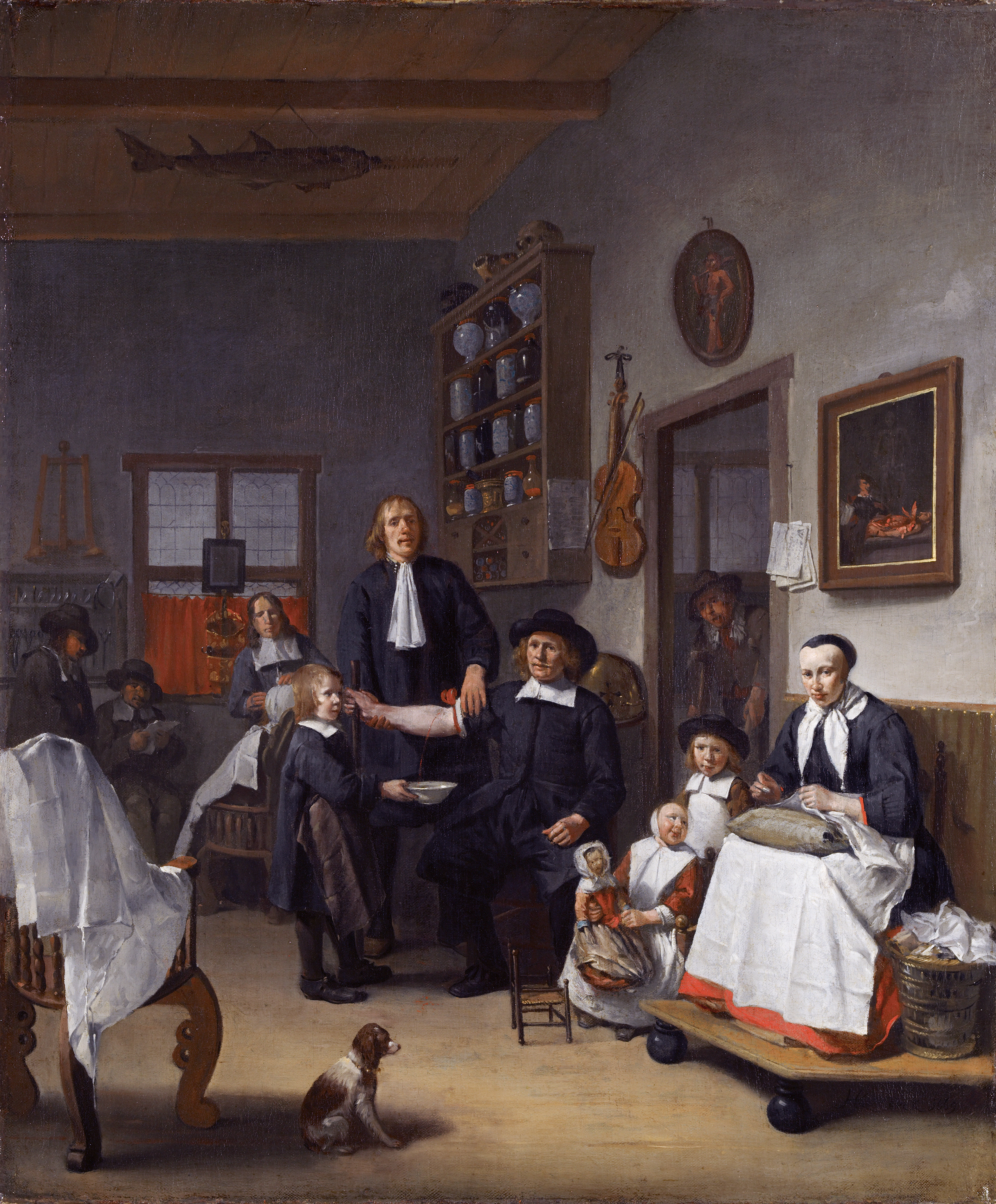
Кровопускание в живописи.
Egbert van Heemskerck, 1669

С точки зрения гуморальной теории, доминировавшей в западной медицине со времён Гиппократа и Аристотеля, считалось, что кровь несёт в своём потоке все остальные жидкости (гуморы). С точки зрения последователей Гиппократа, кровопускание имело много плюсов. Оно оказывало комплексное воздействие, эффект проявлялся незамедлительно, при этом врач имел возможность этот эффект контролировать. Ещё в первом издании «БСЭ» в статье «Кровопускание» было сказано следующее: 

«По современным представлениям, К. — ценный метод лечения; механизм действия его сводится к наступающим при этом сдвигам в физико-химических свойствах крови, благоприятно влияющим при заболевании сердечно-сосудистой системы, воспалении легких и нарушении обмена, к уменьшению массы крови и понижению кровяного давления, облегчающему работу сердца. Кровопускание повышает обмен между кровью и тканями организма, чем способствует выделению вредных продуктов (болезни почек).»

Метод был популярен в течение почти двух тысяч лет, вплоть до конца XIX — середины XX века, когда он постепенно практически вышел из употребления.
Кровопускание применялось при сердечно-сосудистой недостаточности, пневмониях, при резких повышениях кровяного давления, при отравлениях различными ядами или токсичными веществами, образующимися в самом организме (уремия). В настоящее время кровопускание практически не применяется. Хотя его побочным полезным эффектом может быть кратковременное снижение давления, но само по себе повышение давления является не болезнью, а симптомом какого-либо иного нарушения, требующего лечения.

## Современность

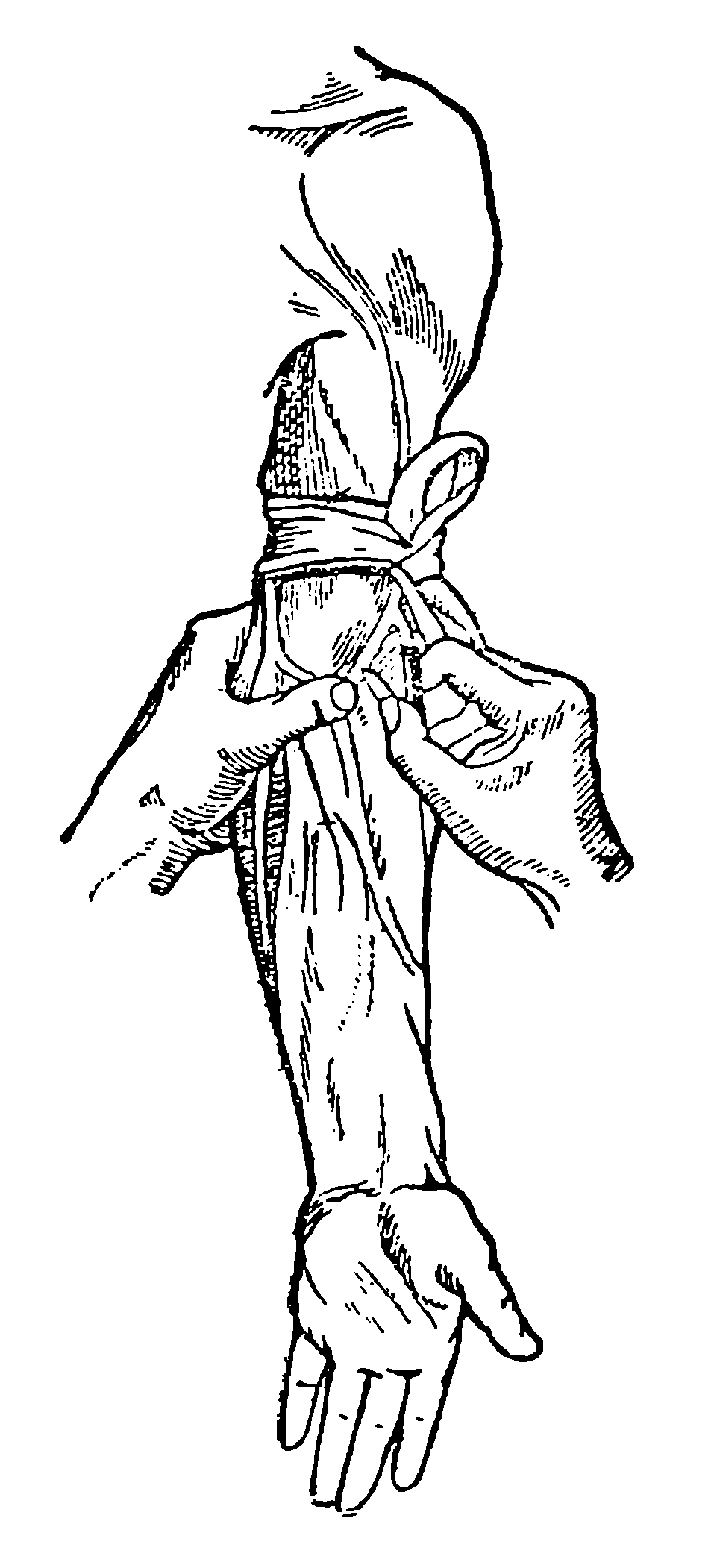
Проведение надреза вены на локтевом сгибе.
Иллюстрация из книги «Бархаш П. А. Общий уход за больными», 1931

В настоящее время кровопускание применяется в основном в альтернативной медицине. Большинство профессиональных врачей не рассматривает кровопускание как метод лечения, за исключением нескольких редких заболеваний и состояний, характеризующихся избытком железа в организме или чрезмерным количеством эритроцитов в крови. Примерами заболеваний, при которых показана терапевтическая флеботомия, являются гемохроматоз, истинная полицитемия, поздняя кожная порфирия. Процедура такого лечения отличается от классического кровопускания и представляет собой аутогемотрансфузию: эритроциты отфильтровываются из крови, и оставшаяся плазма крови возвращается в кровоток либо объём крови восполняется предварительным или последующим переливанием физраствора. Флеботомия может также использоваться для снижения вязкости при синдроме гипервязкости крови, сопряжённом с заболеваниями лёгких и сердца.
Некоторые врачи используют кровопускание с помощью пиявок для поддержания венозного оттока крови после восстановительной хирургии, например, после пересадки пальцев или скальпа.
Кровопускание — небезопасная процедура. Нарушение стерильности чревато заражением крови. Кровопускание нельзя проводить при некоторых хронических болезнях, в частности при диабете. Известны современные случаи смерти вследствие кровопускания. Известные осложнения кровопускания — обморок, падение артериального давления ниже нормы.
Разновидностью метода кровопускания может является парабиоз — объединение кровеносных систем молодого и старого организмов, при котором происходит частичное замещение крови старого организма молодой кровью. В экспериментах на мышах такой метод позволил уменьшить признаки старения, в том числе снижаются эпигенетические проявления старения. Однако потенциальное применение парабиоза на людях вызывает серьёзные этические вопросы.
Ислам
В мусульманской практике кровопускание в качестве лечебного метода известно под названием «хиджама», которую проводит специальный человек — «хаджим».
Ветеринария
В ветеринарии кровопускание прежде часто употреблялось как лечебная процедура, но в настоящее время при большинстве болезней оно является анахронизмом. Принося временное, да и то кажущееся облегчение, кровопускание обыкновенно сильно ослабляет организм животного и тем лишает его возможности самому вести успешную борьбу с болезнью. Число болезней, при которых оно ещё применяется в ветеринарии, весьма ограничено.

## Техника кровопускания

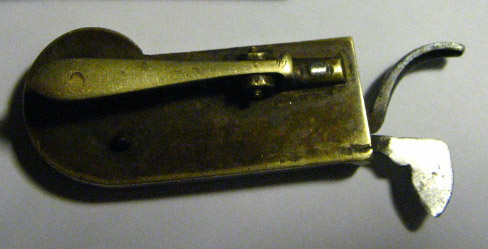
Скарификатор — средневековый инструмент для кровопускания

### Хиджам
В кровопускании в исламе («хиджам») используются медицинские банки, которыми закрывают разрезы на коже и откачивают из банок воздух.

### Гирудотерапия
Сеанс гирудотерапии с целью извлечения крови проводят дольше по времени, чем с целью впрыскивания гирудина. Одна пиявка высасывает 10—15 мл крови за 30—60 минут, за один сеанс устанавливают 4—12 пиявок, таким образом, извлекается 40—180 мл крови.